# Beber Espinoza
Beber Duba ‘Dinamita’ Espinoza Aguas (Vacas Galindo, Imbabura, 15 de marzo de 1971) es un boxeador retirado ecuatoriano y entrenador deportivo, que compitió en campeonatos mundiales de boxeo y de otras disciplinas de combate como Kick Boxing, Muay Thai y Light Contact con los cuales llegó a ser campeón mundial.

## Biografía
Beber Espinoza es el menor de 11 hermanos, nació en Vacas Galindo, provincia de Imbabura, Ecuador, el 15 de marzo de 1971. Aprendió a cultiva frejol con sus padres, y desde los 13 años de edad dejó su ciudad natal para trasladarse a Quito, donde entrenó boxeo y ganó una beca para estudiar en el Colegio Andrés Bello. Entre sus profesores de boxeo tuvo a ‘La Cobra’ Buitrón y Segundo Chango.
Espinoza es triple campeón mundial de Kick Boxing, del cual es doce veces campeón nacional y triple campeón mundial obtenidos en 2007 y 2008 en Italia, Rusia y Trinidad y Tobago. Disputó más de 460 combates en boxeo, deporte con el que llegó a ser campeón nacional en seis ocasiones, campeón Sudamericano y campeón Panamericano. Clasificó a los Juegos Olímpicos de Atlanta 1996 y de Sídney 2000. También obtuvo seis títulos nacionales en Tae Kwon Do y cuatro en Karate.
Luego de que cumpliera la edad límite de 34 años para el boxeo en la categoría amateur, se retiró de dicho deporte. Actualmente es entrenador de Kick Boxing en los bajos del Estadio Olímpico Atahualpa y sus alumnos han logrado algunas victorias a nivel internacional.